# Ingmar Aldenhov
Bo Ingmar Johan Aldenhov, född 27 september 1942 i Trelleborg, är en svensk målare, skulptör och keramiker.

## Biografi
Ingmar Aldenhov utbildade sig vid Skånska målarskolan i Malmö 1965–1966, på Konstfack i Stockholm 1965 och vid Kunstakademiet i Köpenhamn 1970–1974. 
Under 1960-talet rekonstruereade Aldenhov kakel från 15–1600-talsugnar i etapper.
Ingemar Aldenhov är också tränare för Trelleborgs ABK i tyngdlyftning. Han mottog Ahlbäckpriset 2005.
Han finns representerad vid Malmöhus läns landsting, Åstorps kommun och Trelleborgs kommun.